# تیلد فرلینگ
تیلد فرلینگ (انگلیسی: Tilde Fröling؛ زادهٔ ۱۵ مهٔ ۱۹۸۰) هنرپیشه، مجری تلویزیون، مدل اهل سوئد است.